# Matmut Stadium
Pour les articles homonymes, voir Matmut Stadium Gerland.
Le Matmut Stadium est un ancien stade de rugby à XV et de football situé à Vénissieux. Il a accueilli les matchs à domicile du Lyon olympique universitaire entre 2011 et 2017 ainsi que plusieurs rencontres du Vénissieux FC en Coupe de France.

## Historique

### Le projet du LOU
Après avoir étudié plusieurs projets pour remplacer le vétuste Stade Vuillermet et après la montée du club en Top 14, les dirigeants lyonnais décident de lancer la construction d'une enceinte modulable en lieu et place de leur centre d’entraînement de la plaine des États-Unis au sud de Lyon. Le stade est baptisé Matmut Stadium à la suite d'un accord avec la compagnie Matmut pour un montant de deux million d'euros par an sur une durée de cinq ans. C'est le premier cas de naming dans le rugby français. Le financement des travaux a été entièrement privé, ce qui permet au Lyon OU d'en être le propriétaire à 100 %. Le projet de construction a été mené par GL Events, le Groupe EM2C et l'entreprise Serfim. Le stade est opérationnel en novembre 2011 et il est inauguré lors de la rencontre du challenge européen contre le RC Toulon disputée le 19 novembre.
Le Lyon OU réalise un exploit en construisant cette structure en 83 jours. Ce site est d'autant plus unique que les structures doivent être démontées après que le LOU joue au Matmut Stadium Gerland.
À l'occasion de la Coupe de France de football 2012-2013, le Matmut Stadium accueille le match AS Minguettes Vénissieux - AS Nancy-Lorraine, comptant pour les 1/8e de finale. Le stade habituel de Vénissieux n'étant pas homologué pour un match à ce stade de la compétition.
Le 6 novembre 2016, le stade bat son record d'affluence, avec 11 805 spectateurs, lors du match de Top 14 Lyon - Toulon (Victoire lyonnaise 27 à 13).

### Un nouveau départ
Après le départ en janvier 2017, du LOU pour Gerland, le stade est occupé par les forains de Lyon. Ce nouveau lieu de vie peu commun pour des forains est exploité pendant plusieurs années pendant que la mairie de Lyon réfléchit à la reconversion du site pour 2023 . 

## Accessibilité
Ce site est desservi, de façon éloignée, par les Transports en commun lyonnais :
- Métro D, bus C25, 39, 79, 111, 112, 113 et T36 station Parilly
- Tramway T6, bus C16 et 34, station Professeur Beauvisage - CISL
- Tramway T4, station États-Unis - Viviani
- Ligne 26, arrêts États-Unis - Viviani ou Valensaut ou Cambon.